# 紫鞘西风芹
紫鞘西风芹（学名：Seseli purpureo-vaginatum）为伞形科西风芹属的植物，是中国的特有植物。分布在中国大陆的西藏等地，生长于海拔3,800米的地区，一般生于向阳山坡灌丛中和河边岩石缝中，目前尚未由人工引种栽培。